# Brzoza Szafera
Brzoza Szafera (Betula szaferi Jent.-Szaf. ex Staszk.) – według baz taksonomicznych i rewizji rodzaju jest to synonim taksonomiczny (heterotypowy) brzozy brodawkowatej typowej Betula pendula subsp. pendula. Takson opisany został po raz pierwszy jako nowy gatunek brzozy przez J. Staszkiewicza w 1986 r. Uważany za jeden z gatunków rodzicielskich brzozy ojcowskiej Betula oycoviensis.
Umieszczony był na czerwonej liście IUCN ze statusem gatunku wymarłego na wolności, ale w związku z zakwestionowaniem statusu taksonomicznego w nowej wersji systemu IUCN takson ten nie jest uwzględniony.
Uznawany jest współcześnie za karłowe, słabo rosnące okazy brzozy brodawkowatej Betula pendula, szybko i obficie jednak owocujące, co ma być wynikiem mutacji genetycznej.